# Unione Calcio AlbinoLeffe 2022-2023
Questa voce raccoglie le informazioni riguardanti l'Unione Calcio AlbinoLeffe nelle competizioni ufficiali della stagione 2022-2023.

## Stagione
Nella stagione 2022-2023 l'AlbinoLeffe disputa il girone A del campionato di Serie C, raccoglie 38 punti con il diciassettesimo posto finale, per salvarsi deve giocare e vincere il Play-out con il Mantova, vittoria (1-0) all'AlbinoLeffe Stadium e pareggio (1-1) al Martelli. Inizia il torneo con il tecnico Giuseppe Biava, al termine del girone di andata ha raccolto 24 punti, in corsa per i Play-off. Poi ha un calo preoccupante, a metà febbraio sulla panchina orobica torna Claudio Foscarini, che chiudendo il torneo con 38 punti, riesce almeno ad agguantare i Play-out e conquistare la salvezza. Mentre l'AlbinoLeffe nella Coppa Italia di Serie C esce nel primo turno, sconfitto (1-0) dai tigrotti della Pro Patria. Miglior marcatore dei bergamaschi è stato anche per questa stagione Jacopo Manconi che ha firmato 13 reti.

## Rosa
Aggiornata al 2 settembre 2022.
| N. |                         | Ruolo | Calciatore                   |
| -- | ----------------------- | ----- | ---------------------------- |
| 1  | Italia (bandiera)       | P     | Leandro Pratelli             |
| 4  | Italia (bandiera)       | D     | Mirko Saltarelli             |
| 5  | Italia (bandiera)       | D     | Stefano Marchetti            |
| 6  | Italia (bandiera)       | C     | Issa Doumbia                 |
| 7  | Italia (bandiera)       | A     | Giacomo Tomaselli            |
| 8  | Italia (bandiera)       | C     | Carmelo Muzio                |
| 9  | Italia (bandiera)       | A     | Sacha Cori                   |
| 10 | Italia (bandiera)       | A     | Jacopo Manconi               |
| 11 | Burkina Faso (bandiera) | A     | Mohamed Alì Zoma             |
| 12 | Italia (bandiera)       | P     | Lorenzo Facchetti            |
| 13 | Italia (bandiera)       | D     | Luca Milesi                  |
| 14 | Italia (bandiera)       | C     | Michael Brentan              |
| 16 | Romania (bandiera)      | D     | Mihai Guşu                   |
| 17 | Italia (bandiera)       | C     | Carmine Giorgione (capitano) |
| 18 | Italia (bandiera)       | D     | Michael Ntube                |
| 19 | Italia (bandiera)       | A     | Andrea Cocco                 |

| N. |                    | Ruolo | Calciatore         |
| -- | ------------------ | ----- | ------------------ |
| 21 | Italia (bandiera)  | C     | Amedeo Poletti     |
| 22 | Italia (bandiera)  | P     | Andrea Pagno       |
| 23 | Italia (bandiera)  | C     | Francesco Gelli    |
| 24 | Italia (bandiera)  | D     | Filippo Concas     |
| 26 | Italia (bandiera)  | D     | Jacopo Gelli       |
| 27 | Italia (bandiera)  | D     | Armando Miculi     |
| 29 | Italia (bandiera)  | A     | Davide Rosso       |
| 30 | Italia (bandiera)  | C     | Marco Piccoli      |
| 33 | Italia (bandiera)  | D     | Diego Borghini     |
| 39 | Italia (bandiera)  | P     | Marco Taramelli    |
| 40 | Francia (bandiera) | C     | Gaël Genevier      |
| 41 | Italia (bandiera)  | P     | Daniel Bersanetti  |
| 45 | Italia (bandiera)  | A     | Mattia Angeloni    |
| 47 | Italia (bandiera)  | C     | Andrea Allieri     |
| 95 | Italia (bandiera)  | C     | Mattia Agostinelli |
| 99 | Albania (bandiera) | A     | Rrok Toma          |

## Calciomercato

### Sessione estiva (dall'1/7 all'1/9)
| Acquisti | Acquisti | Acquisti | Acquisti |
| R.       | Nome     | da       | Modalità |
| -------- | -------- | -------- | -------- |

| Cessioni | Cessioni | Cessioni | Cessioni |
| R.       | Nome     | a        | Modalità |
| -------- | -------- | -------- | -------- |

### Sessione invernale (dal 1/1 al 31/1)
| Acquisti | Acquisti | Acquisti | Acquisti |
| R.       | Nome     | da       | Modalità |
| -------- | -------- | -------- | -------- |

| Cessioni | Cessioni | Cessioni | Cessioni |
| R.       | Nome     | a        | Modalità |
| -------- | -------- | -------- | -------- |

## Risultati

### Serie C

#### Girone di andata
| Arbitro: | Renzi (Pesaro) |

|  |           |                |
|  | Marcatori | 70’ Pittarello |

| Arbitro: | Maccarini (Arezzo) |

|                                |           |                    |
| D'Amico 45+2’ Gelli 67’ (aut.) | Marcatori | 13’ Guşu 38’ Cocco |

| Arbitro: | Marotta (Sapri) |

|                          |           |  |
| Abiuso 25’ Vitalucci 74’ | Marcatori |  |

| Arbitro: | Virgilio (Trapani) |

|                    |           |              |
| Manconi 22’ (rig.) | Marcatori | 65’ Dalmonte |

| Arbitro: | Djurdjevic (Trieste) |

|                                |           |                |
| Cesarini 50’ Milesi 54’ (aut.) | Marcatori | 58’, 84’ Cocco |

| Arbitro: | Canci (Carrara) |

|             |           |              |
| Manconi 28’ | Marcatori | 57’ G. Galli |

| Arbitro: | Fiero (Pistoia) |

|                                     |           |                |
| Tomaselli 14’ Cocco 57’ Manconi 78’ | Marcatori | 45’ Bortolussi |

| Arbitro: | Pirrotta (Barcellona Pozzo di Gotto) |

|  |           |                             |
|  | Marcatori | 38’ Milesi 67’, 82’ Manconi |

| Arbitro: | Iannello (Messina) |

|  |           |                                   |
|  | Marcatori | 5’ Piana 8’ Fyda 28’ A. Tremolada |

| Meda 23 ottobre 2022, ore 14:30 CEST 10ª giornata | Renate           | 0 – 0 referto | AlbinoLeffe | Stadio Città di Meda (200 spett.)\| Arbitro: \| Restaldo (Ivrea) \| |
| Arbitro:                                          | Restaldo (Ivrea) |               |             |                                                                     |

| Arbitro: | Vogliacco (Bari) |

|          |           |              |
| Cori 34’ | Marcatori | 58’ Iocolano |

| Arbitro: | Marchioni (Rieti) |

|          |           |                                             |
| Saco 18’ | Marcatori | 64’ Manconi 81’ Tomaselli 90+5’ (rig.) Cori |

| Arbitro: | Rispoli (Locri) |

|          |           |              |
| Zoma 19’ | Marcatori | 67’ Cogliati |

| Arbitro: | Ancora (Roma) |

|                              |           |                   |
| Liguori 13’ (rig.) Belli 56’ | Marcatori | 48’ Zoma 55’ Cori |

| Arbitro: | G. Sacchi (Macerata) |

|  |           |              |
|  | Marcatori | 51’ Castelli |

| Arbitro: | Pacella (Roma) |

|  |           |                  |
|  | Marcatori | 64’ (rig.) Cocco |

| Arbitro: | Ramondino (Palermo) |

|  |           |             |
|  | Marcatori | 64’ Manfrin |

| Arbitro: | Luongo (Napoli) |

|  |           |             |
|  | Marcatori | 63’ Manconi |

| Arbitro: | Perri (Roma) |

|                |           |                   |
| Borghini 90+2’ | Marcatori | 75’ (aut.) Milesi |

#### Girone di ritorno
| Arbitro: | Leone (Barletta) |

|                       |           |  |
| Pittarello 36’ (rig.) | Marcatori |  |

| Arbitro: | Angelucci (Foligno) |

|                                   |           |             |
| Cocco 61’ (rig.), 90’ Manconi 66’ | Marcatori | 34’ Bruschi |

| Arbitro: | Vingo (Pisa) |

|                              |           |  |
| Manconi 37’ (rig.) Cocco 76’ | Marcatori |  |

| Arbitro: | Delrio (Reggio Emilia) |

|                                   |           |  |
| Ierardi 13’ Rolfini 28’ Begić 85’ | Marcatori |  |

| Arbitro: | Cerbasi (Arezzo) |

|               |           |             |
| Marchetti 17’ | Marcatori | 6’ Cesarini |

| Arbitro: | Gemelli (Messina) |

|                            |           |           |
| Lakti 60’ Ilari 86’ (rig.) | Marcatori | 67’ Cocco |

| Arbitro: | Maccarini (Arezzo) |

|               |           |                           |
| Galuppini 66’ | Marcatori | 49’ Manconi 71’ Giorgione |

| Arbitro: | Gianquinto (Parma) |

|  |           |                   |
|  | Marcatori | 51’ (rig.) Felici |

| Arbitro: | Viapiana (Catanzaro) |

|                                                        |           |               |
| Lunghi 6’, 43’ Barba 33’ Grandolfo 56’ Belcastro 90+1’ | Marcatori | 37’ Frosinini |

| Arbitro: | Castellone (Napoli) |

|                      |           |                                |
| Manconi 51’ Zoma 83’ | Marcatori | 27’, 63’ Ghezzi 57’ Sorrentino |

| Arbitro: | Canci (Carrara) |

|                             |           |                |
| Sersanti 71’ L. Cerri 90+3’ | Marcatori | 90+5’ Borghini |

| Arbitro: | Gangi (Enna) |

|  |           |            |
|  | Marcatori | 12’ Laribi |

| Arbitro: | Djurdjevic (Trieste) |

|                          |           |  |
| Alcibiade 36’ Fusi 90+3’ | Marcatori |  |

| Arbitro: | Luongo (Napoli) |

|                                 |           |                                        |
| Cocco 44’ (rig.) Borghini 90+3’ | Marcatori | 20’ Liguori 59’ Bortolussi 80’ Jelenič |

| Arbitro: | Milone (Taurianova) |

|              |           |                                              |
| Castelli 69’ | Marcatori | 16’ Guşu 28’ Manconi 34’ Cocco 77’ Frosinini |

| Arbitro: | Di Reda (Molfetta) |

|  |           |                                    |
|  | Marcatori | 49’ (rig.) De Francesco 63’ Mensah |

| Arbitro: | Gandino (Alessandria) |

|                                  |           |           |
| J. Gomez 88’ Kristoffersen 90+1’ | Marcatori | 67’ Cocco |

| Arbitro: | Madonia (Palermo) |

|                    |           |             |
| Manconi 26’ (rig.) | Marcatori | 1’ Petrović |

| Arbitro: | Di Francesco (Ostia Lido) |

|            |           |  |
| Pinato 47’ | Marcatori |  |

#### Play-out
| Arbitro: | Collu (Cagliari) |

|             |           |  |
| Manconi 31’ | Marcatori |  |

| Arbitro: | Tremolada (Monza) |

|                         |           |             |
| De Francesco 80’ (rig.) | Marcatori | 52’ Doumbia |

### Coppa Italia Serie C

#### Turni eliminatori
| Arbitro: | Burlando (Genova) |

|           |           |  |
| Piran 48’ | Marcatori |  |

## Statistiche

### Statistiche di squadra
Aggiornate al 16 ottobre 2022
| Competizione         | Punti | In casa | In casa | In casa | In casa | In casa | In casa | In trasferta | In trasferta | In trasferta | In trasferta | In trasferta | In trasferta | Totale | Totale | Totale | Totale | Totale | Totale | D.R. |
| Competizione         | Punti | G       | V       | N       | P       | Gf      | Gs      | G            | V            | N            | P            | Gf           | Gs           | G      | V      | N      | P      | Gf     | Gs     | D.R. |
| -------------------- | ----- | ------- | ------- | ------- | ------- | ------- | ------- | ------------ | ------------ | ------------ | ------------ | ------------ | ------------ | ------ | ------ | ------ | ------ | ------ | ------ | ---- |
| Serie C              | 34    | 15      | 3       | 6       | 6       | 16      | 18      | 14           | 5            | 4            | 5            | 18           | 21           | 29     | 8      | 10     | 11     | 34     | 39     | -5   |
| Coppa Italia Serie C | -     | 0       | 0       | 0       | 0       | 0       | 0       | 1            | 0            | 0            | 1            | 0            | 1            | 1      | 0      | 0      | 1      | 0      | 1      | -1   |
| Totale               |       | 15      | 3       | 6       | 6       | 16      | 18      | 15           | 5            | 4            | 6            | 18           | 22           | 30     | 8      | 10     | 12     | 34     | 40     | -6   |

### Andamento in campionato
| Giornata  | 1  | 2  | 3  | 4  | 5  | 6  | 7  | 8  | 9  | 10 | 11 | 12 | 13 | 14 | 15 | 16 | 17 | 18 | 19 | 20 | 21 | 22 | 23 | 24 | 25 | 26 | 27 | 28 | 29 | 30 | 31 | 32 | 33 | 34 | 35 | 36 | 37 | 38 |
| --------- | -- | -- | -- | -- | -- | -- | -- | -- | -- | -- | -- | -- | -- | -- | -- | -- | -- | -- | -- | -- | -- | -- | -- | -- | -- | -- | -- | -- | -- | -- | -- | -- | -- | -- | -- | -- | -- | -- |
| Luogo     | C  | T  | T  | C  | T  | C  | C  | T  | C  | T  | C  | T  | C  | T  | C  | T  | C  | T  | C  | T  | C  | C  | T  | C  | T  | T  | C  | T  | C  | T  | C  | T  | C  | T  | C  | T  | C  | T  |
| Risultato | P  | N  | P  | N  | N  | N  | V  | V  | P  | N  | N  | V  | N  | N  | P  | V  | P  | V  | N  | P  | V  | V  | P  | N  | P  | V  | P  | P  | P  | P  | P  | P  | P  | V  | P  | P  | N  | P  |
| Posizione | 14 | 16 | 17 | 19 | 19 | 17 | 14 | 13 | 14 | 15 | 15 | 15 | 15 | 14 | 14 | 13 | 14 | 13 | 14 | 12 | 12 | 13 | 11 | 9  | 11 | 12 | 13 | 11 | 13 | 15 | 17 | 18 | 18 | 17 | 18 | 18 | 18 | 19 |

Legenda:

Luogo: C = Casa; T = Trasferta. Risultato: V = Vittoria; N = Pareggio; P = Sconfitta.